# 玛丽娜·切布基娜
玛丽娜·切布基娜（俄语：Марина Николаевна Чебуркина，1965年3月6日—）是一名法国及俄罗斯风琴演奏家及乐理学家。她在艺术科学领域取得全博士學位，被誉为法国巴洛克风格与俄罗斯风格风琴艺术专家。

## 生平
玛丽娜·切布基娜早年在莫斯科音樂學院学习，于1989年毕业，获得管风琴和音乐学拉丁文学位荣誉。1992年，她在莫斯科音乐学院获得管风琴博士及音乐学的博士后学位。1992年至1994年间，在法国政府的允许之下， 她随玛丽-克莱尔·阿兰、米歇尔·沙普依及路易斯·罗比利亚德学习，亦在德国随哈拉尔德·沃格尔学习。
1996至2010年间，玛丽娜·切布基娜在凡尔赛宫小堂担任管风琴手。2006年，她加入了法国全国历史古迹委员会管风琴部。2010年，她加入莫斯科柴可夫斯基音乐学院，教授独奏、硕士课程，以及国际科学会议、机构建设项目咨询，并担任国际管风琴比赛评审团成员。2013年，玛丽娜·切布基娜被提名为巴黎第一大学的副研究员，并担任“管风琴艺术与科学”项目的负责人。

## 学位
1994年于莫斯科音乐学院获得艺术科学博士，博士论文题为《奥利维埃·梅西安的管风琴艺术》。后于2013年于莫斯科音乐学院获得特许任教资格，论文题为《法国巴洛克管风琴艺术：音乐，管风琴管理及表演》。

## 荣誉
2005获得法国藝術與文學勳章。

## 外部連結
- 官方網站
- Scientific publications of Marina Tchebourkina （页面存档备份，存于） on Academia.edu
- Discography of Marina Tchebourkina on Google （页面存档备份，存于）, iTunes （页面存档备份，存于）, Spotify （页面存档备份，存于）, Deezer （页面存档备份，存于）, Qobuz （页面存档备份，存于）
- World Premiere, by Marina Tchebourkina, on YouTube （页面存档备份，存于）: Youri Boutsko, Second Great Organ notebook (orig.: Юрий Буцко. Вторая Большая Органная тетрадь. 2010), dedicated to M. Tchebourkina.